# Begonia wadei
Espèce
Begonia wadei est une espèce de plantes de la famille des Begoniaceae.
L'espèce fait partie de la section Diploclinium.
Elle a été décrite en 1932 par Elmer Drew Merrill (1876-1956) et Eduardo Quisumbing y Arguelles (1895-1986).

## Répartition géographique
Cette espèce est originaire du pays suivant : Philippines.